# حمام استاد (فاروج)
حمام استاد مربوط به دوره صفوی - دوره افشار است و در شهرستان فاروج، بخش مرکزی، دهستان مایوان، روستای استاد واقع شده و این اثر در تاریخ ۲۶ اسفند ۱۳۸۶ با شمارهٔ ثبت ۲۲۲۰۳ به‌عنوان یکی از آثار ملی ایران به ثبت رسیده است.